# エノーのボードゥアン
エノーのボードゥアン (フランス語: Baudouin de Hainaut, ラテン語: Balduinus de Hannonia or Haynaco) は、ラテン帝国の騎士、外交官。1240年にクマン人、1251年から1252年にかけてモンゴル帝国のもとに派遣されたことで知られている。

## 生涯
ボードゥアンの出身地はエノー伯国である。歴史家のシャルル・ヴェルリンデンは、彼とアヴェーヌのボードゥアンは同一人物であるとしている。
1240年、おそらくボードゥアンはクマン人のもとへ外交使節として派遣された。13世紀の年代記者トロワ＝フォンテーヌのオブリによれば、ボードゥアンは1241年にクマン人の王サロニウスの娘と結婚した。他にも貴族のメリーのウィリアムがサロニウスの娘を、ナルジョ3世ド・トゥシーがサロニウスと並ぶ指導者ヨナスの娘を娶った。こうしてラテン帝国に嫁いできたサロニウスの娘たちは、洗礼を受けキリスト教徒となった。 
1251年から1252年にかけて、ボードゥアンはモンゴル帝国へ派遣された。彼は妻からチュルク語系のクマン語を学んでおり、これがモンゴル帝国領内を旅する上で役立ったと考えられている。ボードゥアンはまずサライにあったサルタクの宮廷を訪ね、次いでカラコルムのモンケの宮廷に至った。ボードゥアンの旅の目的については、歴史家の間で意見が割れている。ジャン・リシャールは、1242年にモンゴル帝国の侵攻を受けていたラテン帝国が服従と貢納を強いられていたと考え、1246年にグユクがモンゴル帝国を継承したのを受けて、服従の礼を新たにするためボードゥアンが派遣されたのだと考えている。なおボードゥアンがカラコルムに到着した時にはグユクは既に死去しており、モンケが跡を継いでいた。一方アレクサンダル・ウゼラツは、ボードゥアンの目的は単にモンゴル帝国との同盟にあったのではないかとしている。というのも、1253年にモンゴル帝国を訪れたルブルックが記録したモンゴル人の属国一覧の中に、ラテン帝国は含まれていないからである。
ルブルックはモンゴル帝国に旅立つ前にコンスタンティノープルに立ち寄り、ボードゥアンに助言を求めている。後にルブルックがフランス王ルイ9世に報告したところによれば、ボードゥアンはサルタクに、ルイ9世が西方で最も力ある君主であると伝えていたという。またボードゥアンはルブルックに、「目に入るものの中で唯一驚いたのは」、川が東から西に向かうものしかないためにカンが常に上流へとのぼり続けていた点だと語ったという。おそらくアルタイ山脈の西側の川がすべて西方へ流れていることを指した話であり、これは1229年の耶律楚材の記録とも整合する。
サルタクが密かにキリスト教を信仰しているという噂は、おそらくボードゥアンが広めたものである。彼がサルタクのもとから帰還して間もなく、フィリップ・ド・トゥシーがこの噂をルイ9世に報告しているからである。フィリップはナルジョ3世の息子で、ボードゥアンとも繋がりがある人物だった。